# Alberto Nogués (Fußballspieler)
Alberto Nogués, auch als Alberto Noguez geführt, († 1978) war ein uruguayischer Fußballspieler.

## Verein
Der Verteidiger Nogués spielte zunächst für die Montevideo Wanderers. Nach seinem Wechsel gehörte er von 1927 bis 1936 dem Kader von Peñarol Montevideo an. Dort wurde er 1928, 1929, 1932, 1935 und 1936 mit seinem Verein Uruguayischer Meister in der Primera División. 1928 siegte man zudem bei der Copa Aldao. Ende der 1920er Jahre bildete Nogués mit Denis D’Agosto das Verteidigerpärchen der Stammelf. Der als Arzt tätige Nogués galt als überaus korrekter Spieler, von dem berichtet wird, er habe niemals eine Verwarnung auf dem Platz erhalten. Seine schon während der aktiven Karriere – auf der Europa-Tour 1927 – begonnene Tätigkeit in der medizinischen Abteilung des Vereins setzte er auch nach dem Ende der Spielerlaufbahn noch einige Jahrzehnte fort. Den Aurinegros blieb er schließlich bis zu seinem Tod im Jahre 1978 verbunden.

## Nationalmannschaft
Nogués spielte zudem für die uruguayische A-Nationalmannschaft. Mit dieser nahm er an der Südamerikameisterschaft 1922 teil. Im Verlaufe des Turniers kam er nicht zum Einsatz.

## Erfolge
- Uruguayischer Meister (1928, 1929, 1932, 1935 und 1936)
- Copa Aldao (1928)